# Музей эротики Беаты Узе

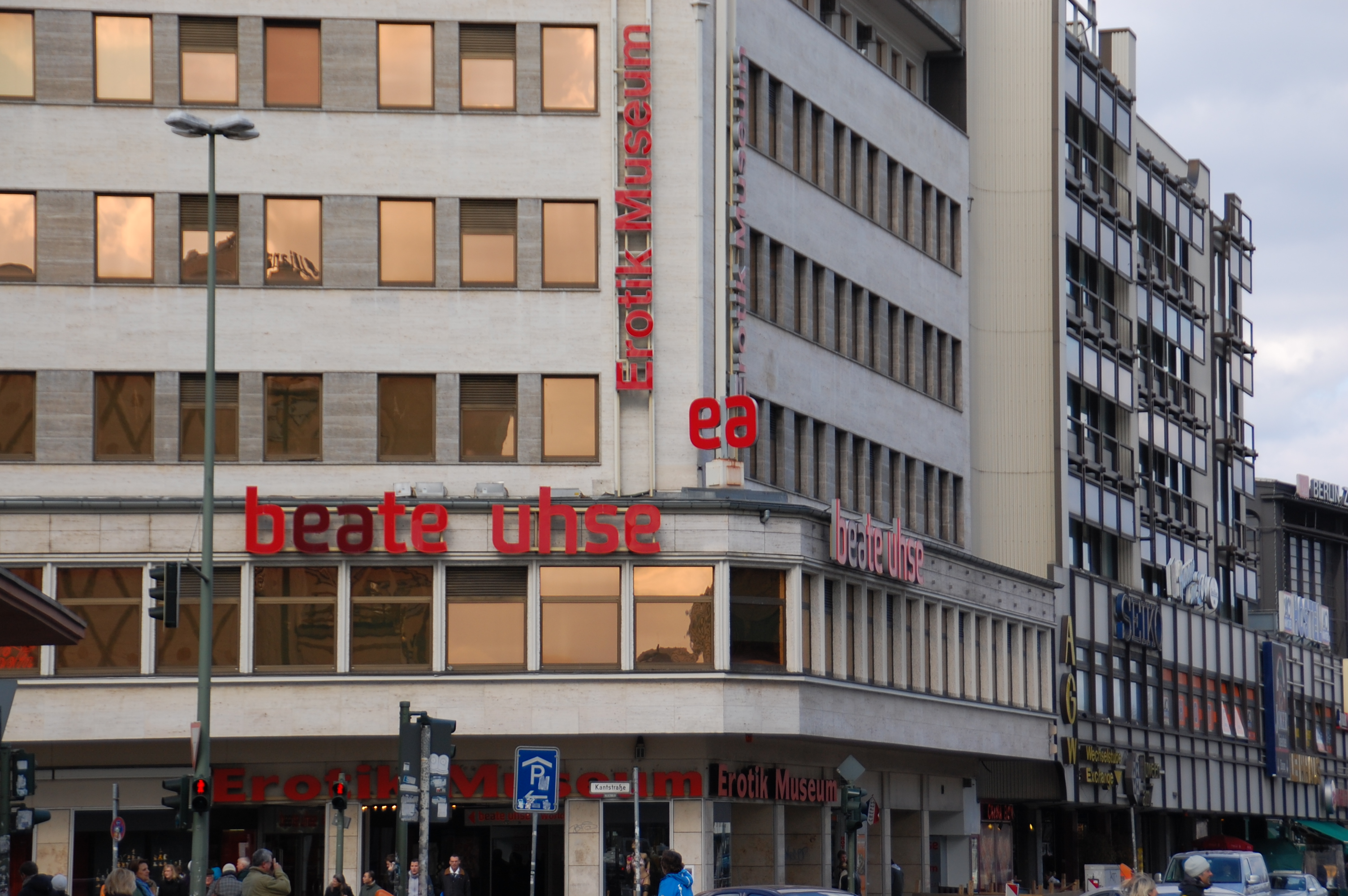
Музей эротики Беаты Узе

Музей эротики Беаты Узе — это музей в Берлине. Он был открыт в 1996 году предпринимательницей Беатой Узе и находится рядом с Мемориальной церковью кайзера Вильгельма между Курфюрстендамм и вокзалом «Зоологический сад» в западной части города. Это частный музей, расположенный над секс-шопом Beate Uhse Sex-Shop, представляет на 3-х этажах, выставочная площадь которых составляет 2 000 м², приблизительно 5 000 экспонатов эротики всех времён и народов преимущественно в ценных оригиналах.
Выставка демонстрирует много японских и китайских иллюстраций последних столетий, индийские миниатюры, персидские сцены гарема, а также фаллические мотивы и оригинальный ларец из фаллосов из Японии. Из Индонезии представлены скульптуры плодородия, из Африки можно увидеть танцевальные и генитальные маски. Из Европы представлены преимущественно эротическая графика, а также первые презервативы. Специально для Берлина расширена выставка эротических произведений Генриха Цилле и Магнуса Хиршфельда. В кинозале без перерыва демонстрируются первые в мире порнографические фильмы из Франции, Богемии и Венгрии.
В настоящее время[когда?] здание подлежит сносу и музей выехал. Об открытии на новом месте пока информации нет.

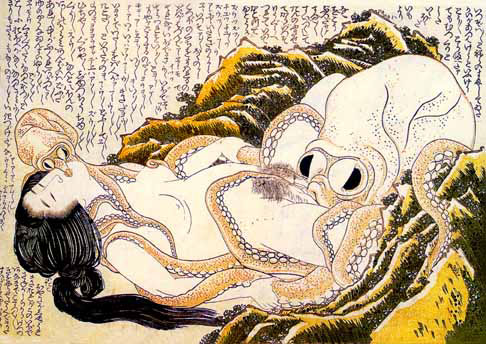
Кацусика Хокусай (1820)
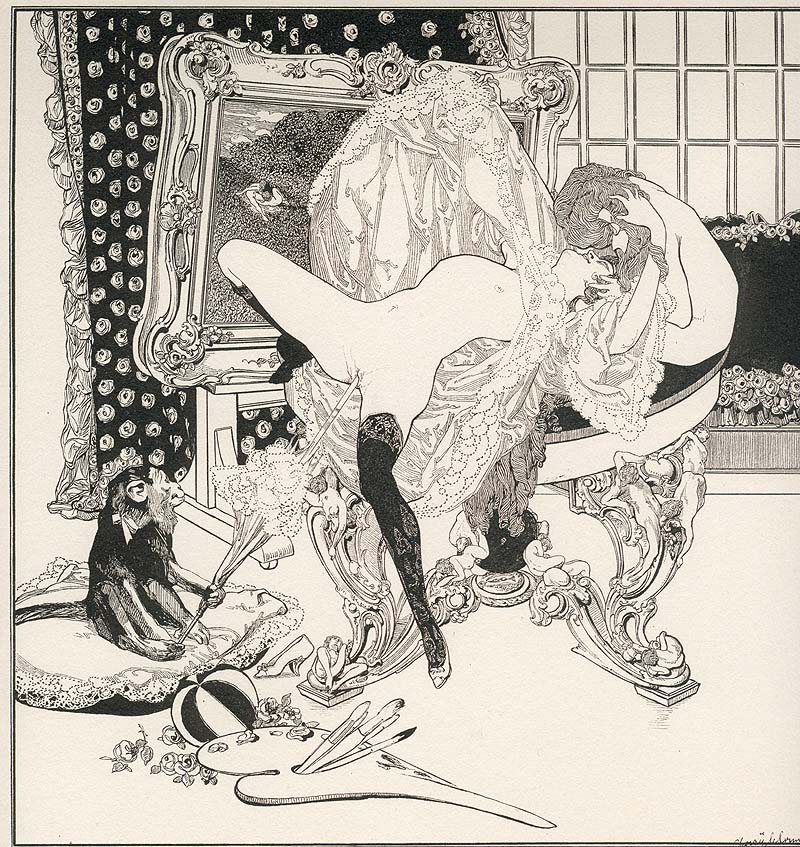
Франц фон Байрос
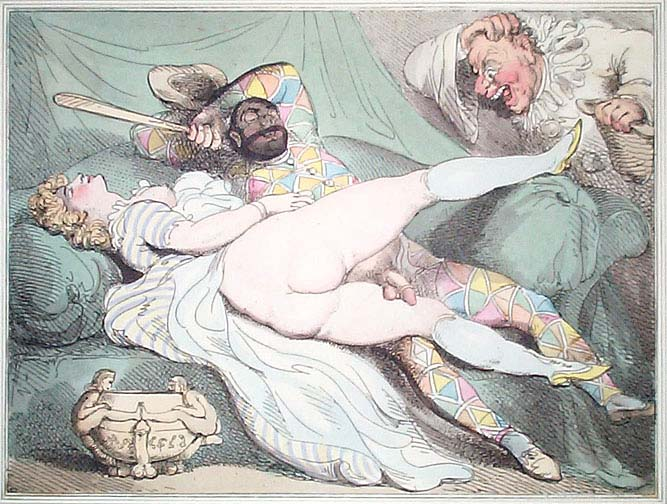
Томас Роулендсон
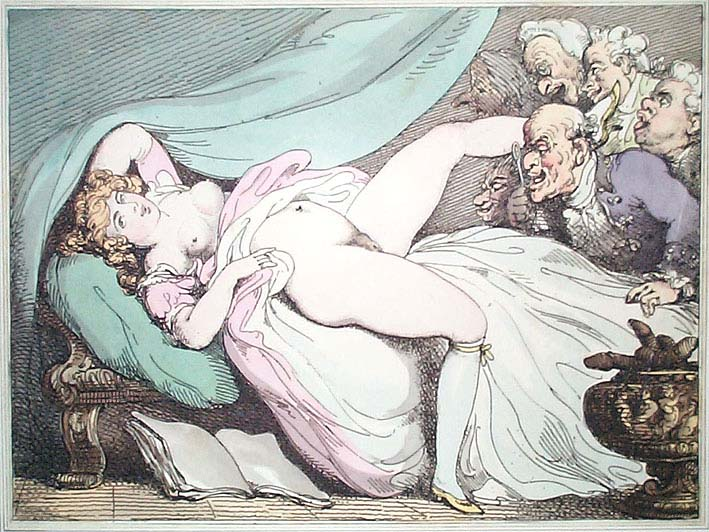
Томас Роулендсон